# Esther Nagtegael
Esther Nagtegael is een Nederlands goudsmid en beeldend kunstenaar.
Nagtegael volgde de opleiding voor goudsmeden aan de Schoonhovense vakschool en vervolgens de kunstacademie voor goud- en zilversmeden in Denemarken. Na haar opleiding is zij als edelsmid werkzaam geweest in respectievelijk Turkije, Noorwegen, Zweden en Denemarken. Na enkele jaren in Denemarken als zelfstandig edelsmid werkzaam te zijn geweest keerde zij in 1999 terug naar Nederland.
Werk van Nagtegael is te zien geweest op exposities in Nederland, Denemarken, Duitsland, Italië, Oostenrijk, Spanje en de Verenigde Staten. Zij ontving voor haar werk in Denemarken de Kunsthandvaerkerprisen af 1879 uit handen van Koningin Margrethe van Denemarken.